# Major Impacts 2
Major Impacts 2 è il quarto album in studio del chitarrista statunitense Steve Morse, pubblicato nel 2007 dalla Irond Records.  

## Tracce
1. Wooden Music
2. Where Are You?
3. Errol Smith
4. Cool Wind Green Hills
5. Organically Grown
6. Zig Zags
7. Abracadab
8. Hair on a Six String
9. Motor City Spirit
10. Ghost of the Bayou
11. Leonard's Best

## Formazione
- Steve Morse – chitarra e sintetizzatore
- Dave LaRue – basso elettrico
- Pete Min – batteria